# Beromünster
Beromünster est une commune suisse du canton de Lucerne, située dans l'arrondissement électoral de Sursee.

Vue aérienne de 300 m par Walter Mittelholzer (1923)

## Histoire
Depuis le 1er janvier 2009, l'ancienne commune de Gunzwil a été rattachée à la commune. Depuis le 1er janvier 2013, c'est également le cas de l'ancienne commune de Neudorf.

## L'émetteur radio
Sur le territoire de la commune se trouve un émetteur radio en ondes moyennes dont l'antenne principale est la tour de Blosenberg.

## Monuments
- Le Château